# Charlotte Boyle-Walsingham, XXI baronessa de Ros
Charlotte Boyle-Walsingham, XXI baronessa de Ros (Castlemartyr, 24 maggio 1769 – Londra, 9 gennaio 1831), è stata una nobildonna irlandese.

## Biografia
Era la figlia di Robert Boyle-Walsingham, e di sua moglie, Charlotte Hanbury Williams, figlia di sir Charles Hanbury Williams.
Trascorse gran parte della sua infanzia con i suoi genitori a Boyle Farm, a Thames Ditton. Charlotte fece molte decorazioni artistiche a Boyle Farm e gran parte di esse è sopravvissuta fino ai nostri giorni.
Nel 1790 Charlotte Boyle-Walsingham, con una petizione al re Giorgio III, chiese che le fosse riconosciuto il titolo baronale di de Ros, comportante la paria d'Inghilterra e che era uno dei pochi titoli nobiliari inglesi, di antico diritto di cui era ammessa la successione in linea femminile, subordinatamente all'assenso regio. La petizione si basava sulla sua discendenza da Lady Frances, figlia di John Manners, 4º conte di Rutland, che era un fratello minore del 14º barone de Ros. Il re deferì la questione alla Camera dei lord, che raccomandò che la baronia rimanesse in sospeso. Tuttavia, nel 1806, il Principe Reggente terminò la sospensione a suo favore su raccomandazione del suo primo ministro e permise anche l'aggiunta del cognome de Ros a lei e ai suoi successori.

## Matrimonio
Sposò, il 3 agosto 1791, Henry FitzGerald, figlio di James FitzGerald, I duca di Leinster. Ebbero dodici figli:
- Henry FitzGerald-de Ros, XXII barone de Ros (12 giugno 1793-28 marzo 1839);
- Lord Arthur John (21 dicembre 1795-23 febbraio 1826);
- William FitzGerald-de Ros, XXIII barone de Ros (1 settembre 1797-6 gennaio 1874);
- Lord Edmund Emilius (4 maggio 1799-12 settembre 1810);
- Lord John Frederick (6 marzo 1804-19 giugno 1861);
- Lord Augustus (1805);
- Lady Henrietta Mabel (?-22 dicembre 1879), sposò John Broadhurst;
- Lady Olivia Cecilia (11 gennaio 1807-21 aprile 1885), sposò Henry Wellesley, I conte Cowley, ebbero cinque figli;
- Charlotte (?-1813);
- Lady Jane (1810-1885), sposò Christopher Hamilton, ebbero quattro figli;
- Lady Geraldine (?-28 settembre 1881), sposò il reverendo Frederic Pare, non ebbero figli;
- Lady Cecilia (?-6 ottobre 1869), sposò John Boyle, figlio di Edmund Boyle, VIII conte di Cork, ebbero quattro figli.

Nel 1806 stabilì il suo diritto alla Baronia di de Ros, il più antico titolo baronale in Inghilterra, cambiando legalmente il suo nome in FitzGerald-de Ros.

## Morte
Morì il 9 gennaio 1831 a Londra.